# Planolinellus vittatus
Planolinellus vittatus är en skalbaggsart som beskrevs av Thomas Say 1825. Planolinellus vittatus ingår i släktet Planolinellus och familjen Aphodiidae. Inga underarter finns listade i Catalogue of Life.